# 拓跋遵
拓跋 遵（たくばつ じゅん、生年不詳 - 407年）は、北魏の皇族。常山王。小字は勃兜、または伏六兜。唐の詩人元結、金の官僚元好問の遠祖にあたる。

## 経歴
拓跋什翼犍の子の拓跋寿鳩の子として生まれた。道武帝の初年、略陽公の爵位を受けた。登国10年（395年）、参合陂の戦いにおいて、別軍700騎を率いて後燕軍の帰路をさえぎり、北魏の戦勝に貢献した。皇始2年（397年）、撫軍大将軍として中山を攻撃した。中山を平定すると、尚書左僕射に任じられ、侍中の位を加えられ、勃海郡の合口を領知した。天興元年（398年）1月、博陵郡と勃海郡で反乱が起こると、拓跋遵は反乱の討伐にあたった。3月、衛王拓跋儀に代わって中山に駐屯した。4月、常山王に封じられた。天興2年（399年）、高車に対する征討に参加し、東道から長川に進出した。天興4年（401年）12月、5万の兵を率いて破多蘭部の没弈干を攻撃した。天興5年（402年）2月、安定郡高平鎮に進軍し、没弈干を追撃して隴西郡瓦亭まで到達したが、捕捉できなかった。天賜4年（407年）5月、酒に酔って太原公主に無礼を働き、罪を問われて死を賜った。庶人の礼で葬られた。
子に拓跋素があった。

## 伝記資料
- 『魏書』巻15 列伝第3
- 『北史』巻15 列伝第3